# Едлінг (Німеччина)
Едлінг (нім. Edling) — громада в Німеччині, розташована в землі Баварія. Підпорядковується адміністративному округу Верхня Баварія. Входить до складу району Розенгайм.
Площа — 20,04 км2. Населення становить 4561 ос. (станом на 31 грудня 2020).